# Librada
Santa Librada (también conocida como Liberata) y Santa Wilgefortis son dos santas populares surgidas en la Edad Media originalmente como figuras distintas, pero que empezaron a ser equiparadas como la misma a partir del siglo XVI, por lo que su hagiografía e iconografía son controvertidas. Librada es una santa de origen español, cuyas primeras referencias datan del siglo XII en Sigüenza, Castilla (en la actual provincia de Guadalajara), donde la catedral alberga sus reliquias y el retablo más antiguo en su honor. Según la leyenda original, Librada fue decapitada por rechazar las exigencias de su padre de adorar ídolos paganos y casarse con un pretendiente impuesto, siendo la más piadosa de nueve hermanas gemelas martirizadas por su fe cristiana. Sin embargo, su imagen más extendida es la de una mujer crucificada, sobre todo a partir del siglo XVII.
Wilgefortis, como tal, probablemente surgió en los Países Bajos en el siglo XV, también representada como crucificada pero con la particularidad de ser una mujer barbuda. Se cree que Wilgefortis evolucionó a partir del culto, con varios siglos de antigüedad, al Volto Santo, un célebre crucifijo de madera en Lucca donde Cristo, representado con una larga túnica, fue erróneamente interpretado como una figura femenina a medida que su imagen se difundió a lo largo de Europa. Este malentendido estuvo ligado al crecimiento de una leyenda del siglo XIV sobre una princesa crucificada a la que, según la tradición, le creció milagrosamente una barba para preservar su castidad y asemejarse a Cristo en su sufrimiento en la cruz. Sin embargo, otros autores han señalado que la combinación cualidades masculinas y femeninas en imágenes sagradas también tiene sus orígenes en diversos mitos precristianos y religiones antiguas sobre divinidades andróginas.
La equiparación entre Librada y Wilgefortis comenzó con el teólogo Johannes Molanus en 1568 y más tarde apareció en el Martirologio Romano oficial de 1583. La asociación entre ambas resultó atractiva para los hagiógrafos e historiadores españoles porque le brindaba una mayor legitimidad a la santa popular en el contexto de la Reforma. Las mismas autoridades diocesanas de Sigüenza pasaron a identificar a Santa Librada como Wilgefortis, y su día dejó de ser el 18 de enero para pasar a ser el 20 de julio, de Santa Wilgefortis. Sin embargo, en Iberia e Hispanoamérica, Librada rara vez se representa con barba o acompañada de un violinista, siendo esta última una iconografía característica de Wilgefortis en las regiones de Tirol y Baviera, donde su culto tuvo mayor perdurabilidad.
Conocida también como Ontcommer, Uncumber y Kümmernis, la santa se convirtió en una de las más populares de la Edad Media y la Edad Moderna en Europa, al punto que su devoción popular llegó a competir con la de la Virgen María. Tal fue la popularidad de Santa Wilgefortis que la primera edición de los Cuentos de hadas de los hermanos Grimm incluyó una versión de su leyenda. Como sugiere su nombre en distintos idiomas, ha sido venerada a lo largo de siglos como patrona de la liberación, incluyendo de presos, enfermos y, especialmente, mujeres que buscan liberarse de matrimonios no deseados o abusivos. Sin embargo, desde la Reforma y, especialmente, durante la Ilustración, su culto fue criticado y desalentado por la Iglesia católica. Finamente, en 1969 fue eliminada del calendario romano junto a otros 92 santos populares que carecían de evidencia histórica suficiente. En tiempos más recientes, Wilgefortis ha sido de interés para los estudios feministas, queer y de género, ya que permite explorar las complejas nociones de sexo, género y corporalidad religiosa de la Edad Media, y ha sido apropiada por sectores de la comunidad LGBT como patrona e icono cultural.

## Leyenda luso-germana

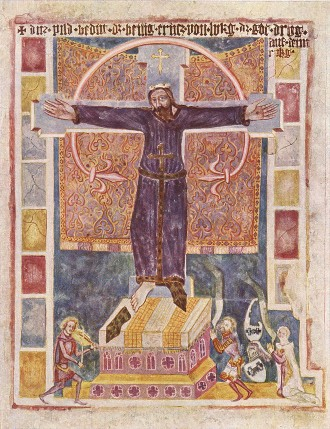
Mural de Santa Wilgefortis en Weissenburg, Baviera, fines del.

Esta supuesta virgen mártir de Portugal es el resultado de la combinación de varias leyendas, unidas por la imaginación popular. Entre las historias sobre su vida, una la identifica como una de las nonellizas (nueve hermanas nacidas en un mismo parto) que vivió en el siglo VIII. Según el obispo Juan Muñoz de la Cueva, Santa Eufemia de Orense fue una de sus hermanas. Siendo niña, fue prometida en matrimonio por su padre (el rey de Gallaecia y Lusitania, que según unos era cristiano y según otros era pagano) al rey moro de Sicilia. Para evitar el casamiento indeseado, ella tomó voto de virginidad (según otra versión, ya había tomado el voto de castidad antes del compromiso nupcial) y oró a Dios para que la convirtiera en un ser repulsivo. En respuesta a sus oraciones, le creció vello en todo el cuerpo y barba, con lo cual el rey musulmán rompió el compromiso y partió. Lleno de ira, el padre de Wilgefortis la mandó crucificar.
Según otra versión, la del breviario de Sigüenza, Librada y sus hermanas eran hijas de Lucio Catelio Severo, antiguo magistrado en Braga y gobernador romano de Gallaecia y Lusitania, y de su esposa Calsia.

### La santa anoréxica
Si Wilgefortis hubiera existido, habría sido uno de los primeros casos conocidos de anorexia. Según algunas versiones de la leyenda, Wilgefortis dejó de comer porque no quería casarse. En esa época era común que las niñas se volvieran anoréxicas para evitar casamientos arreglados económicamente por el padre. A medida que la enfermedad avanzó, sus uñas se empezaron a romper y en el rostro y el cuerpo de la niña empezó a crecer vello o pelusa, un síntoma del desequilibrio hormonal causado por una desnutrición gravísima. [cita requerida] Por ello Wilgefortis es conocida actualmente como la «santa barbuda». Nunca fue canonizada, pero hay muchísimas imágenes de ella en todo Portugal y España. Se la venera porque atiende una petición muy particular: deshacer casamientos indeseados.

### Leyenda reinventada
La historia de santa Wilgefortis, una joven mártir portuguesa, más parece la descripción de un auténtico cuadro clínico de nuestro tiempo: «Era por el año 800 d. C. En una lujosa estancia de un castillo portugués, la hija del rey rechazaba los alimentos que le ofrecían, ayunaba y si la forzaban a comer vomitaba. Enflaquecía a ojos vistas, y prácticamente se estaba dejando morir de hambre. Todo antes de romper su voto de castidad y servicio a Dios, todo antes que la casaran...». Sin duda, un caso típico de anorexia nerviosa que la convirtió en santa Wilgefortis, o Liberada (como es conocida en Francia, España y Portugal).
Otra versión cuenta que venció su apetito como una expresión de su desinteresado amor a Dios.

### Masculinización anoréxica
Algunos especialistas en bulimia y anorexia analizan la leyenda y encuentran que el detalle del vello masculino que se extendió por todo su cuerpo y la barba hirsuta da verosimilitud a la historia. En su afán de renunciar a su femineidad (para preservar su virginidad) Wilgefortis se privó del alimento. Esta rebeldía, imperdonable en la Edad Media, hizo fracasar los planes matrimoniales de su padre. Entonces su pretendiente rompió el compromiso pactado. En represalia, su progenitor la hizo crucificar. Se dice que este martirio no solo repercutió en toda Europa, sino que comenzaron a surgir cultos basados en este hecho (a pesar del evidente anacronismo de la crucifixión, puesto que esta había dejado de emplearse como método de tortura tras la caída del Imperio romano).
Esta fantástica leyenda podría haber sido la historia de muchas mujeres que padecieron la misma enfermedad: anorexia nerviosa. Se especula que la referencia en esta historia a la aparición del vello masculino, tras el ayuno forzado, no sería otra cosa que una forma de masculinización bien conocida en la patología de la anorexia nerviosa crónica.

## Origen de la leyenda

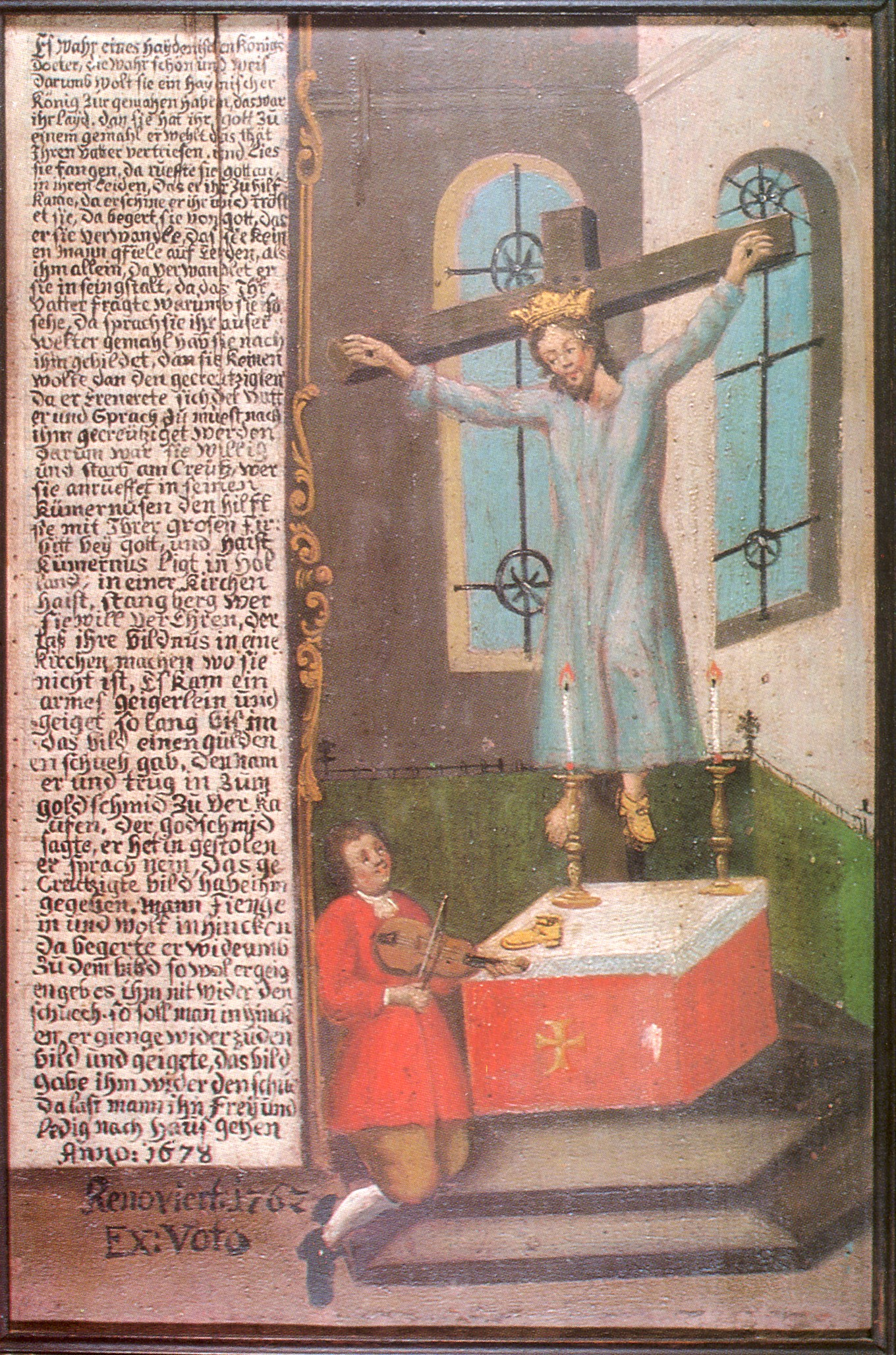
Santa Wilgefortis en una tabla de 1678 del Museo Municipal de Schwäbische Gmünd (Alemania)

La leyenda de Wilgefortis no es una adaptación cristiana de los cultos hermafrodíticos de la antigüedad en Chipre, ni de otros credos andróginos de la mitología griega, ya que no se encuentra ninguna traza de esta leyenda antes del siglo IX (según otros, no antes del siglo XV).
Su nombre derivaría del antiguo alto alemán hilge Vartez (‘santo rostro’), una traducción del italiano Santo Volto. El cuadro conocido como Volto Santo de Lucca es una imagen icónica del periodo bizantino temprano que muestra a un Jesucristo barbado (aunque bastante andrógino) coronado y crucificado, de cabello larguísimo, con los ojos muy abiertos y vestido con una túnica larga (en vez del tradicional perizoma). La imagen era llevada en procesión por las calles de Lucca cada año, y esta ropa infrecuente, hizo que los cristianos extranjeros —según algunos estudiosos, de la Holanda del siglo XV— crearan la leyenda para explicar la imagen.
Este crucifijo, que en la Edad Media se creía que era una obra de Nicodemo (discípulo de Cristo), se preserva en la Basílica de Lucca y es muy venerado por el pueblo. En la Alta Edad Media era común representar a Cristo en la cruz con túnica larga y con corona real; pero desde el siglo XI (según otros, desde el siglo XII) esta práctica desapareció.
Por eso, cuando los peregrinos y mercaderes empezaron a difundir copias del Volto Santo de Lucca en distintos puntos de Europa, la imagen ya no se reconocía como representación de Jesucristo crucificado, sino como una mujer que había sufrido ese martirio.

### Error de interpretación
Charles Cahier, S. J., escribió:

Por mi parte, estoy inclinado a pensar que la corona, la barba, la túnica y la cruz, que se consideran los atributos de esta doncella maravillosa (en las representaciones pictóricas) son sólo una devoción piadosa del famoso crucifijo de Lucca, de alguna manera modificado. Este famoso crucifijo estaba completamente vestido y coronado como un rey, como muchos otros iconos de la misma época. Con el tiempo, la larga túnica provocó que se pensara que la figura era de una mujer, que debido a la barba fue llamada Vierge Forte [virgen fuerte]. Se puede agregar que el crucifijo de Lucca fue enchapado en plata para evitar el desgaste de la madera debido a los repetidos besos de los peregrinos. Este detalle también se trastocó para glorificar a santa Wilgefortis, porque se dice que un pobre ministril que estaba tocando un aire ante la estatua de la santa fue recompensado por ella, que le dio uno de sus preciosos zapatos.

Generalmente se la representa como una joven con barba clavada a una cruz, a veces como una niña de diez o doce años; unas veces como si le tirara con el pie una bota de oro a un guitarrista o violinista que toca ante ella, otras veces sólo con un pie descalzo.

### Leyenda del violinista
Relacionada con esta leyenda, está la historia de un violinista exiliado, quien al tocar ante la crucificada, recibió de ella una de sus botas de oro. Condenado a muerte por el robo de la bota, se le concedió el deseo de tocar una segunda vez ante la santa. En presencia de todo el pueblo (que había concurrido a ver el espectáculo de ejecución), ella le lanzó su otra bota de oro, estableciendo de modo definitivo la inocencia del músico.
En Bayona (Galicia) existe un santuario, «Santa Liberata», donde se venera una imagen de la santa. Desde hace varios siglos se dice que la santa fue martirizada allí.

## Falsa etimología
Una etimología popular hace derivar el nombre Wilgefortis del latín virgo fortis: ‘virgen fuerte’. Pero en 1934, Gustav Schnürer y J. M. Ritz demostraron en su gran ensayo Sankt Kümmernis und Volto Santo (Düsseldorf, 1934) que Wilgefortis era una corrupción de Hilge Vartz (vartz o fratz: ‘rostro’), el ‘Santo Rostro’. Esto corroboraba la opinión de que la leyenda se originó a partir del Volto Santo de Lucca.

## Otros nombres
Se la invoca en inglés como Uncumber (disencumber significa ‘liberar de una carga’), y en germano Oncommer y sus equivalentes en otros idiomas, para librar a la devota de las garras de un marido abusador o un pretendiente indeseado. Desde Oncommer se generó el nombre Kümmernis, que sugiere que cualquiera que invoque a la santa a la hora de la muerte, morirá ohne Kúmmer, ‘sin-ansiedad’. En la India existe el término vai-Kuntha (‘sin-ansiedad’) que se relaciona con el momento de la muerte, y es el nombre del Paraíso espiritual de ultratumba.
- Uncumber (Inglaterra)
- Kümmernis, Kummernis (Alemania)
- Oncommer, Ontcommer, Ontkommer, Ontkommena, Ontcommene (Países Bajos)
- Komina
- Comera
- Cumerana
- Múnia (Barcelona, culto perdido)
- Wilgefortis
- Vilgefortis
- Virgefortis
- Vierge Forte (Provenza)
- Dignefortis
- Reginfledis
- Hulfe
- Eutropía (Grecia)
- Liberada
- Lliberada o Libera o Vilgefortis (en catalán)
- Liberata (Galicia)
- Liberata (Italia)
- Livrade (Francia)
- Starosta (Chequia)
- Librada, La Moñona (Panamá)

## Difusión del culto

La crucifixión de Santa Wilgefortis, tríptico realizado hacia 1497 por el pintor flamenco El Bosco.

Cuando el culto de santa Wilgefortis se difundió en los siglos XV y XVI, empezó a ser incluida en los breviarios y martirologios. El más antiguo conservado es un breviario impreso en París en 1533, por encargo de la diócesis de Salisbury, que contiene una hermosa antífona métrica y una oración en honor de Wilgefortis.

### En el arte
En el arte, santa Wilgefortis es una mujer barbuda crucificada. También hay ejemplos de una mujer barbuda siendo decapitada (según Roeder).
La leyenda de Santa Wilgefortis aparece como objeto de una investigación hagiográfica que lleva a cabo el protagonista de Fifth Business, novela del escritor canadiense Robertson Davies (1970), traducida al castellano como El quinto en discordia.

### Las Tablas, Panamá
Santa Librada, más conocida como ‘La Moñona’ o ‘La Chola’, es la Santa Patrona de Las Tablas, capital de la provincia de Los Santos de Panamá. Cada año se celebran las fiestas Patronales de Santa Librada entre el 19 y 21 de julio. La ciudad de Las Tablas fue fundada el 19 de julio de 1671 por un grupo de españoles que huyeron de la ciudad de Nuestra Señora de la Asunción de Panamá luego de que fuera atacada por el pirata Henry Morgan. Estos españoles no tenían intenciones de llegar a este lugar, sin embargo su barco encalló en lo que nombraron el río Mensabé.
Existen varias versiones de la leyenda de Santa Librada de Las Tablas. La más conocida es que la estatua de la santa era trasladada al campamento de los españoles y se movía sola al lugar donde actualmente se encuentra su iglesia en el Parque Porras. Los españoles prometieron construirle un altar a Santa Librada una vez estuvieran en tierra firme. El altar mayor que puso a la virgen en su trono fue inaugurado el 20 de julio de 1679. Los devotos visitan este pueblo cada año y hacen peregrinajes y mandas como muestras de devoción y fe. Las Patronales de Santa Librada incluyen misas, procesión, al igual que otras actividades culturales como bailes, corrida de toros y el Festival Nacional de la Pollera.

## Posición de la Iglesia
En febrero de 1969, el papa Pablo VI ordenó revisar el calendario litúrgico para suprimir a los santos de cuya existencia no hubiese pruebas. Eso no significa que los «descanonizara», sino simplemente que su celebración y veneración no es obligatoria.
En abril de 1969 se dictaminó la eliminación de santa Librada del santoral —junto con san Cristóbal, san Jorge y muchos otros santos—, aunque se mantuvo el derecho a su representación iconográfica y veneración por razones tradicionalistas. Se veneran unos restos como suyos en la catedral de Sigüenza.